# Badrutt's Palace Hotel
Il Badrutt's Palace Hotel è un albergo di Sankt Moritz.

## Storia e descrizione
Nel 1864 il figlio di Johannes Badrutt, proprietario dell'hotel Kulm, Casper acquistò l'hotel Beau Rivage: iniziarono i lavori di ristrutturazione e nel 1896 venne inaugurato il Badrutt's Palace Hotel; due anni dopo, il figlio di Casper, Hans Badrutt, ne assunse la direzione. Tra il 1935 e il 1936 la più antica fattoria di Sankt Moritz, Chesa Veglia, venne acquistata dall'albergo è trasformata in un ristorante. Nel 1952 l'hotel è stato ripreso nelle scene esterne del film svizzero Palace Hotel.Con la morte di Hans Badrutt, la direzione passò, nel 1953, alla moglie Helen: successivamente venne assunta dai figli Andrea e Hansjürg. Nel 1968 la torre dell'albergo, simbolo della città, venne ricostruita a seguito di un incendio che l'aveva colpita l'anno prima: fu affittata a Gunter Sachs nel 1969 e arredata dall'artista Andy Warhol. Tra il 1969 e il 1970 furono costruiti una piscina e un centro benessere; altri lavori di ampliamento e ristrutturazione si ebbero negli anni 1980, quando entrò nella catena Rosewood Hotels and Resorts. Nel 2000 fu inaugurata la nuova area termale e l'area fitness; nel 2002, negli ambienti al piano terra, venne aperto il centro commerciale Sarletta, successivamente ribattezzato Palace Galerie. A seguito dell'uscita della catena Rosewood nel 2003, l'albergo è ritornato ad essere privato, affiliandosi successivamente alla catena The Leading Hotels of the World.
L'albergo ha cinque stelle e conta 157 stanze di cui 37 suite: dispone di sette ristoranti e tre bar.